# Asplenium jiulianshanense
Asplenium jiulianshanense — вид рослин родини селезінникових (Aspleniaceae), ендемік Китаю.

## Етимологія
Цзюляньшань (піньінь: Jiulianshan) — назва Національного природного заповідника в південній частині Цзянсі, Китай, що стосується типової місцевості виду.

## Морфологічна характеристика
Asplenium jiulianshanense дещо нагадує A. kiangsuense своїми невеликими розмірами, рахіси адаксіально без глибокої борозни, пера від еліптичної до трапецієподібно-довгастої форми, сорусів 3–4 на перо в середній частині листка. Однак у першого пер (15)20‒35 пар, їхні краї від цілих до рідко городчатих, довжина екзоспори 37–43 мкм, тоді як у останнього пер 8‒20(22) пар, їхні краї від цільних до звивистих, довжина екзоспори 31‒36 мкм.

## Середовище проживання
Ендемік південного Цзянсі, Китай; вид відомий лише з однієї місцевості на горі Цзюляньшань. Росте на скелях під чагарниками на висоті ≈ 200 метрів у субтропічному вічнозеленому широколистяному лісі